# Гильдебранд, Дитрих фон
Дитрих фон Гильдебранд (нем. Dietrich von Hildebrand, 12 октября 1889 — 26 января 1977) — католический философ-феноменолог, полемист, критик современной культуры.

## Биография
Родился в Италии, в семье известного немецкого скульптора Адольфа фон Гильдебранда, является внуком известного экономиста Бруно Гильдебранда.
Был младшим ребенком в семье и имел пять старших сестер. Получив хорошее образование, он приступил к изучению философии в Мюнхенском, затем — в Геттингенгском университете. Среди его учителей были Макс Шелер, Адольф Райнах и Эдмунд Гуссерль. Под влиянием Шелера фон Гильдебранд и его жена Маргарита обратились в католичество (формально в 1914 г.). Обращение сопровождалось радикальным духовным переворотом и ознаменовало начало интенсивной религиозной жизни. После этого фон Гильдебранд стал автором таких работ, как «В защиту чистоты» (1927), «Брак» (1929), «Литургия и личность» (1933), «Преображение во Христе» (1940).
В то же время в 1925—1926 гг. он занимался изданием многочисленных книг по христианскому искусству. Папа Пий XII называл фон Гильдебранда «Отцом Церкви XX столетия». Фон Гильдебранд был решительным противником национал-социализма. В 1933 г. он переселился в Вену, где издавал газету «Der Christliche Ständestaat» («Христианское корпоративное государство»), призванную противоборствовать возрастающей популярности нацистской идеологии. После присоединения Австрии к нацистской Германии в 1938 году, Дитрих и Маргарита фон Гильдебранд бежали из страны. В декабре 1940 г. они поселились в Нью-Йорке, где остались и после войны.
В Нью-Йорке Гильдебранд получил место преподавателя философии в Фордхемском университете, где он встретил свою будущую супругу, католического философа Алису фон Гильдебранд (Журден). В Америке он написал такие книги как «Этика» (1952), «Что такое философия?» (1960), «Природа любви» (1971), «Мораль» (1978) и «Эстетика» (1977, 1984). В них мыслитель разрабатывает теорию христианского персонализма. Идеи Гильдебранда оказали большое влияние на многих отцов Второго Ватиканского собора, в том числе на будущего Папу Иоанна Павла II.
Гильдебранд соединял традиционную для средневекового и посттридентского католицизма схоластическую философию с феноменологическим методом. При этом он решительно выступал против гуссерлевского крайнего феноменализма (восходящего к Канту). Он недвусмысленно оговаривает, что существование внешнего мира несомненно, его познание основано на адекватности объектов и результатов познания, а акт познания не предусматривает создания, конструирования каких-то особых объектов, отличающихся от вещей познаваемого мира; речь может идти только о проникновении в познаваемую вещь (позиция, находящаяся в полном соответствии со схоластической гносеологией, напр., в томистском её варианте). В области онтологии оговаривал уникальный статус Церкви, которая не может быть редуцирована к какой-либо иной социальной реальности. Говоря о соотношении общества и личности безоговорочно выступает в пользу онтологического и этического примата последней. Феноменологический анализ духовной жизни включал и феноменологию святости. Одна из причин кризиса современности — оскудение святости, которая обладает реальной силой преобразования мира.
Один из объектов критики Гильдебранда — философия П. Тейяра де Шардена, которую он оценивает не только как модернистскую в религиозно-догматическом плане, но и как беспомощную философски. «Еще одна серьёзная ошибка связана с его (Тейяра) концепцией человека, а именно с его неспособностью понять радикальное отличие духа от материи» («Тейяр де Шарден: на пути к новой религии»).
В целом позиция Гильдебранда может быть охарактеризована как последовательно консервативная. Послесоборную ситуацию в Католической церкви он оценивал со сдержанной критикой, не касаясь в критическом ключе вопросов, связанных с каноничностью деятельности Собора. Говоря о модернистском кризисе, Гильдебранд избегал оценок деятельности самого II Ватиканского собора как обновленческой, а говорил о катастрофичной по последствиям интерпретации его решений в модернистском духе, что и определило в целом постсоборный курс. Особенно критически выдержанной оказалась его книга «Опустошенный вертоград» («Разоренный виноградник»), где, в частности, была дана резко негативная оценка литургической реформе (на самом II Ватиканском соборе конкретных постановлений об изменении Литургии было принято мало, поэтому резкая критика выглядит как не задевающая Собор непосредственно). Также он безоговорочно выступал в защиту целибата. Несмотря на некоторую непроясненность позиции Гильдебранда относительно деятельности Собора, его работы стали весьма популярными в консервативно-традиционалистских католических кругах.

## Наиболее значимые работы
- «В защиту чистоты» (1927)
- «Брак» (1929)
- «Литургия и личность» (1933)
- «Преображение во Христе» (1940)
- «Этика» (1952)
- «Мораль» (1978)
- «Эстетика» (1977, 1984)
- «Что такое философия?» (1960)
- «Новая Вавилонская башня» («The New Tower of Babel», 1954)
- «Милосердное проклятие» («The Charitable Anathema», 1993)
- «Сущность любви» («DasWesenderLiebe», 1971)

#### Переводы на русский язык
- Гильдебранд Д. Что такое философия? / пер. с нем. А. И. Смирнова. — СПб.: Алетейя, 1997. — 373 с. — ISBN 5-89329-026-7.
- Гильдебранд Д. Новая Вавилонская башня / пер. с англ. и нем. А. И. Смирнова. — СПб.: Алетейя, ТО «Ступени», 1998. — 314 с. — ISBN 5-89329-090-1.
- Гильдебранд Д. Метафизика любви / пер. с нем. А. И. Смирнова. — СПб.: Алетейя, ТО «Ступени», 1999. — 630 с. — ISBN 5-89329-069-0.
- Гильдебранд Д. Этика / пер. с нем.  А. И. Смирнова. — СПб.: Алетейя, 2001. — 569 с. — ISBN 5-89329-391-6.